# 비리아투스

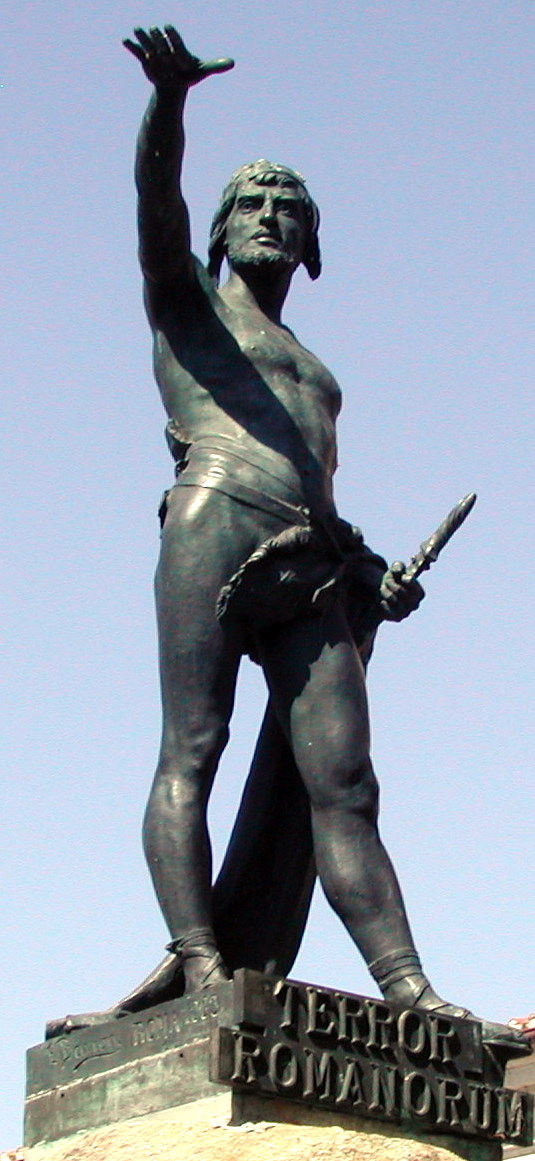
스페인 사모라에 건립된 비리타우스 동상

비리아투스(라틴어: Viriathus, 스페인어: Viriato 비리아토[*], 포르투갈어: Viriato 비리아투[*], 생년 미상 ~ 기원전 139년)는 루시타니아 전쟁 시대에 고대 로마에 저항한 루시타니아인 지도자이다.

## 생애
비리아투스의 생애에 대해서는 알려진 바가 거의 없지만 청년 시절에는 양치기였다고 전해진다. 디오도로스 시켈로스는 《비블리오테카 히스토리카》에서 비리아투스가 원래 바다 연안에 거주하던 루시타니아인 출신이라고 언급했지만 로마 제국의 침공 무렵에는 포르투갈 남부 이외에 아스투리아스 지방, 갈리시아 지방, 에스트레마두라 지방에서도 그들의 영향력이 확산되었다고 언급했다.
기원전 151년에 고대 로마의 집정관인 세르비우스 술피키우스 갈바는 코니스토르기스(Conistorgis, 알가르브 지방과 알렌테주 지방 사이에 위치했던 고대 로마의 도시) 근처에서 패배하여 평화 협상을 시작했고 이 기간 동안에 그는 루시타니아인들 8,000명을 반역자로 몰아서 살해했다. 비리아투스는 죽음을 모면하고 산으로 후퇴했고 그곳에서 게릴라 전술을 시작했다.
비리아투스는 기원전 148년에 고대 로마에 대한 루시타니아인들의 반란을 이끌었다. 고대 로마는 루시타니아인들의 반란을 진압하기 위해 카이우스 베틸리우스 법무관이 지휘하는 2개 군단을 파견했다. 그러나 루시타니아인들은 게릴라 전술을 선호하면서 로마 군단과의 공개적인 충돌을 피했다. 고대 로마는 베틸리우스에게 빠른 승리를 요구했고 법무관은 루시타니아인들에게 마지막 패배를 안겨줄 시간이 점점 줄어들고 있음을 인정했다. 이 과정에서 로마 군단의 정찰병들이 비리아투스가 트리볼라(Tribola)에서 사람들을 모으고 있다는 정보를 입수하자 베틸리우스는 한 번 얻어맞고 봉기를 끝내는 데에 애쓰기 위해 집중하게 된다.
2개 군단을 모두 앞세운 베틸리우스는 전쟁을 위해 산으로 행진하는 대열을 행진했다. 긴 사슬에 의해 건설된 로마 군단은 쉽게 공격의 대상이 되었다. 비리아투스는 로마 군단이 산속의 틈새를 지나기를 기다렸다가 공격하라는 신호를 보냈다. 비리아투스의 갑작스러운 공격은 로마 군단에게 재건할 시간과 후퇴할 기회를 주지 않았다. 루시타니아인들은 로마 군단에게 완벽한 패배를 안겨주었고 카이우스 베틸리우스는 전사했다. 비리아투스는 기원전 147년에 카이우스 베틸리우스에 대한 승리를 기록하면서 반란군들 사이에서 큰 영향력을 주었다. 디오도로스 시켈로스는 이집트의 프톨레마이오스 8세의 왕위 계승을 언급한 다음에 기원전 145년 또는 그 이후에 일어났다고 가정할 수 있는 비리아투스의 호화로운 결혼식을 묘사했다.
비리아투스는 기원전 146년, 기원전 145년에 로마 군단에게 연이은 패배를 가했고 고대 로마는 비리아투스와의 평화 협상에 나서게 된다. 고대 로마와 비리아투스 간의 평화 협상은 기원전 144년에 퀸투스 파비우스 막시무스 아이밀리아누스 집정관에 의해 일시적으로 중단되었으나 기원전 141년에 고대 로마가 비리아투스의 지배하에 있는 루시타니아인들의 독립을 인정받는 성과를 거두었다.
퀸투스 세르빌리우스 카이피오 집정관과 마르쿠스 포필리우스 라이나스 법무관은 기원전 139년에 고대 로마와 루시타니아인들 간의 평화 조약을 파기한 다음에 비리아투스에게 반역적인 패배를 안겨주었으며 자신의 지도자를 살해한 측근들에게 뇌물을 주었다. 로마 군단이 비리아투스를 살해하면서 루시타니아인들의 반란은 진압되었고 데키무스 유니우스 브루투스 칼라이쿠스는 북쪽으로 진격하여 도루강(두에로강)을 건너서 갈리시아 지방을 제압하게 된다.
전설에 따르면 비리아투스, 아우닥스, 디탈쿠스, 미누루스를 살해한 사람들이 상을 받으러 왔을 때에 퀸투스 세르빌리우스 카이피오 집정관이 날개에 적힌 "로마는 배신자들에게 돈을 주지 않는다."(라틴어: Roma traditoribus non premia)라는 구절을 보여주었다고 한다.

## 같이 보기
- 암비오릭스
- 알라리쿠스 1세
- 아르미니우스
- 부디카
- 스파르타쿠스
- 토틸라
- 베르킨게토릭스